# 小迎インターチェンジ
小迎インターチェンジ（こむかえインターチェンジ）は、長崎県西海市西彼町小迎郷の西彼杵道路（西海パールライン有料道路、国道206号小迎バイパス）のインターチェンジである。針尾ICとの間には新西海橋が架かる。

## 案内板
- 小迎

## 道路
- 西彼杵道路（西海パールライン有料道路、国道206号小迎バイパス[1]）

## 接続する道路
- 国道202号

## 周辺
- 西海橋
- 新西海橋

## 隣
西彼杵道路（西海パールライン有料道路）
江上IC - 高畑PA - 針尾IC/TB - 小迎IC
西彼杵道路（国道206号小迎バイパス）
小迎IC - 大串IC